# You Want It Darker
You Want It Darker es el decimocuarto y último álbum de estudio del músico y poeta canadiense Leonard Cohen, publicado por la compañía discográfica Columbia Records el 21 de octubre de 2016. El disco fue producido por el hijo del artista, Adam Cohen, a diferencia del predecesor Popular Problems, en el cual contó con el apoyo de Patrick Leonard.
You Want It Darker fue anunciado oficialmente el 12 de agosto a través de la web oficial de Cohen. Parte del primer sencillo —titulado como el propio álbum— fue estrenado con anterioridad en la serie británica Peaky Blinders. El 21 de septiembre este fue publicado en su totalidad con motivo del cumpleaños número ochenta y dos del cantautor.
Se trata de un disco que contiene nueve canciones, una de las cuales sirve como reprise. Es el decimocuarto álbum de estudio editado por Cohen y el cuarto que publicó en una misma década, tras verse obligado a volver al negocio de la música después de haber sido defraudado y arruinado por su antigua mánager, Kelley Lynch.

## Trasfondo
Después de salir de gira entre 2008 y 2013, Cohen comenzó a sufrir "múltiples fracturas en la columna vertebral" entre otros problemas físicos, según su hijo Adam. Debido a esta limitación física, las canciones de You Want It Darker fueron grabadas en el salón de su casa en Mid-Wilshire, Los Ángeles y mandadas a través de correos electrónicos a sus colaboradores musicales.
Según el propio Cohen, su condición física le ayudó a eliminar cualquier distracción durante la grabación del álbum: "En cierto modo, esta situación particular está llena de muchas menos distracciones que otras veces en mi vida, y de hecho me permite trabajar con un poco más de concentración y continuidad que cuando tenía el deber de ganarme la vida, de ser esposo, de ser padre". A pesar de su salud, Adam Cohen dijo que su padre "de vez en cuando, en momentos de alegría, incluso a través de su dolor, se ponía frente a los altavoces y repetía una canción una y otra vez como un adolescente".

## Lista de canciones
| N.º   | Título                       | Letras        | Música          | Productor(es) | Duración |  |
| 1.    | «You Want It Darker»         | Leonard Cohen | Patrick Leonard | Adam Cohen    | 4:44     |  |
| 2.    | «Treaty»                     | L. Cohen      | L. Cohen        | L. Cohen      | 4:02     |  |
| 3.    | «On the Level»               | L. Cohen      | Sharon Robinson | A. Cohen      | 3:27     |  |
| 4.    | «Leaving the Table»          | L. Cohen      | L. Cohen        | A. Cohen      | 3:47     |  |
| 5.    | «If I Didn't Have Your Love» | L. Cohen      | L. Cohen        | L. Cohen      | 3:35     |  |
| 6.    | «Traveling Light»            | L. Cohen      | L., A. Cohen    | A. Cohen      | 4:22     |  |
| 7.    | «It Seemed The Better Way»   | L. Cohen      | L. Cohen        | A. Cohen      | 4:21     |  |
| 8.    | «Steer Your Way»             | L. Cohen      | L. Cohen        | A. Cohen      | 4:23     |  |
| 9.    | «String Reprise / Treaty»    | L. Cohen      | L. Cohen        | L. Cohen      | 3:26     |  |
| 36:09 |                              |               |                 |               |          |  |

## Personal
- Leonard Cohen – voz.
- Bill Bottrell – guitarra eléctrica y pedal steel guitar.
- Michael Chaves – teclados, bajo, batería.
- Adam Cohen – guitarra clásica.
- Patrick Leonard – teclados, bajo, batería, órgano, piano, sintetizador, percusión.
- Brian Macleod – batería.
- Zac Rae – guitarra, guitarra clásica, teclados, mandolina, melotrón, celesta, piano, Wurlitzer.

## Posición en listas
| Lista (2016)                        | Posición |
| ----------------------------------- | -------- |
| Australia (ARIA)                    | 2        |
| Austria (Ö3 Austria)                | 1        |
| Bélgica (Ultratop flamenca)         | 1        |
| Bélgica (Ultratop valona)           | 1        |
| Canadá (Billboard Canadian Albums)  | 1        |
| República Checa (ČNS IFPI)          | 2        |
| Dinamarca (Hitlisten)               | 1        |
| Estados Unidos (Billboard 200)      | 7        |
| España (PROMUSICAE)                 | 3        |
| Finlandia (Suomen Virallinen Lista) | 7        |
| Francia (SNEP)                      | 4        |
| Alemania (Media Control Charts)     | 2        |
| Hungría (MAHASZ)                    | 5        |
| Irlanda (IRMA)                      | 1        |
| Italia (FIMI)                       | 8        |
| Corea del Sur (Circle)              | 87       |
| Corea del Sur (Gaon)                | 12       |
| Nueva Zelanda (Recorded Music NZ)   | 1        |
| Noruega (VG-lista)                  | 1        |
| Países Bajos (Album Top 100)        | 1        |
| Polonia (ZPAV)                      | 5        |
| Portugal (AFP)                      | 2        |
| Reino Unido (UK Albums Chart)       | 4        |
| Suecia (Sverigetopplistan)          | 1        |
| Suiza (Schweizer Hitparade)         | 2        |